# تشارلز إم. تومسون
تشارلز إم. تومسون هو محامي وقاضي وسياسي أمريكي، ولد في 13 فبراير 1877 في شيكاغو في الولايات المتحدة، وتوفي بنفس المكان في 30 ديسمبر 1943. نشط حزبياً في Bull Moose Party ‏. وقد انتخب عضو مجلس النواب الأمريكي ‏.